# Borebi
Borebi é um município brasileiro do interior do estado de São Paulo. Sua população estimada em 2024 era de 2.787 habitantes.

## História
Em 8 de agosto de 1898 nasce o Patrimônio de Santa Maria do Borebi, constituído de italianos, portugueses, espanhóis e sírios. O nome borebi, na língua indígena é Pouso da Anta. Ainda distrito de Lençóis Paulista quando em 9 de janeiro de 1990 por lei estadual ( nº 6.645/90) o município foi criado. O primeiro prefeito Antônio Carlos Vaca foi eleito no ano de 1992. Ele foi reeleito em 2008 e ficou até 2012, quando tentou sua reeleição e perdeu para o prefeito Manoel Frias Filho. Em 2017 Antônio Carlos Vaca disputou a eleição e conseguiu se eleger, mas no dia 20 de junho de 2020 o prefeito morre por um AVC e com suspeita de Coronavírus, quem governará a prefeitura da cidade será o vice-prefeito Pedro Miguel de Araújo do MDB.

## Geografia
Localiza-se a uma latitude 22º34'10" sul e a uma longitude 48º58'16" oeste, estando a uma altitude de 590 metros. Possui uma área de 348,116 km².

### Hidrografia
- Rio Lençóis
- Rio Turvinho
- Rio Claro
- Rio Palmital
- Ribeirão São Mateus
- Córrego do Jacu
- Córrego das Antas
- Córrego Vinte-e-oito
- Córrego Coronel Leite
- Córrego São José
- Córrego Tapera
- Córrego do Caboclo
- Córrego do Pulador

### Rodovias
- Rodovia Marechal Rondon (SP-300)

## Demografia

### População
| Crescimento populacional                             | Crescimento populacional | Crescimento populacional | Crescimento populacional |
| Ano                                                  | População Total          |                          | %±                       |
| ---------------------------------------------------- | ------------------------ | ------------------------ | ------------------------ |
| 2000                                                 | 1 933                    |                          | —                        |
| 2010                                                 | 2 293                    |                          | 18,6%                    |
| 2022                                                 | 2 713                    |                          | 18,3%                    |
| Est. 2024                                            | 2 787                    | [ 7 ]                    | 2,7%                     |
| Fontes: Censos Demográficos IBGE e Estimativas SEADE |                          |                          |                          |

### Dados demográficos
Dados do Censo - 2010
População Total: 2.293
- Urbana: 2.000
- Rural: 293
  - Homens: 1.143
  - Mulheres: 1.150

Densidade demográfica (hab./km²): 6,59
Mortalidade infantil até 1 ano (por mil): 16,67 (dados 2000)
Expectativa de vida (anos): 70,79 (dados 2000)
Taxa de fecundidade (filhos por mulher): 2,31 (dados 2000)
Taxa de Alfabetização: 84,58% (dados 2000)
Índice de Desenvolvimento Humano (IDH-M): 0,746 (dados 2000)
- IDH-M Renda: 0,664
- IDH-M Longevidade: 0,763
- IDH-M Educação: 0,812

(Fonte: PNUD)

## Política e administração

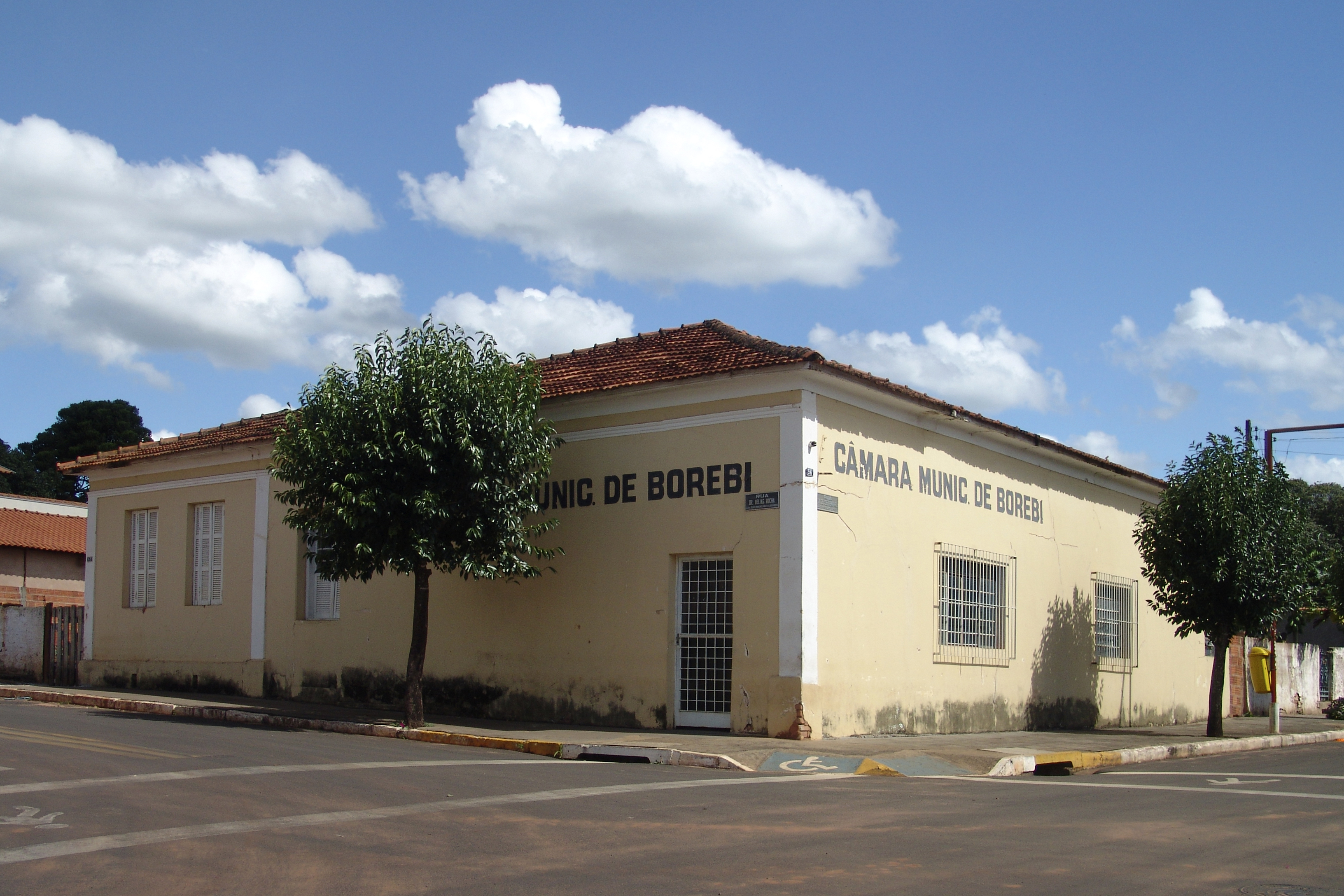
Câmara Municipal.

- Prefeito: Anderson Pinheiro de Goes (2021/2024)
- Vice-prefeita: Leila Ayub Vaca (2021/2024)
- Presidente da Câmara: Roger Martins (2017/2018)

## Economia
Borebi se destaca na produção de mudas florestais, principalmente de eucalipto urograndis. São quase 40 milhões de mudas produzidas por ano e distribuídas para indústrias que a usam na produção de celulose e papel, para geração de energia e para a fabricação de móveis.[carece de fontes?]

## Infraestrutura

### Comunicações
O sistema de telefones automáticos, assim como o sistema de discagem direta à distância (DDD) com o código de área (0142), foram implantados pela Telecomunicações de São Paulo (TELESP).
Na década de 90 o código DDD da cidade foi alterado para (014), para padronização do sistema telefônico com a telefonia celular que estava sendo implantada em todo o estado.

## Religião

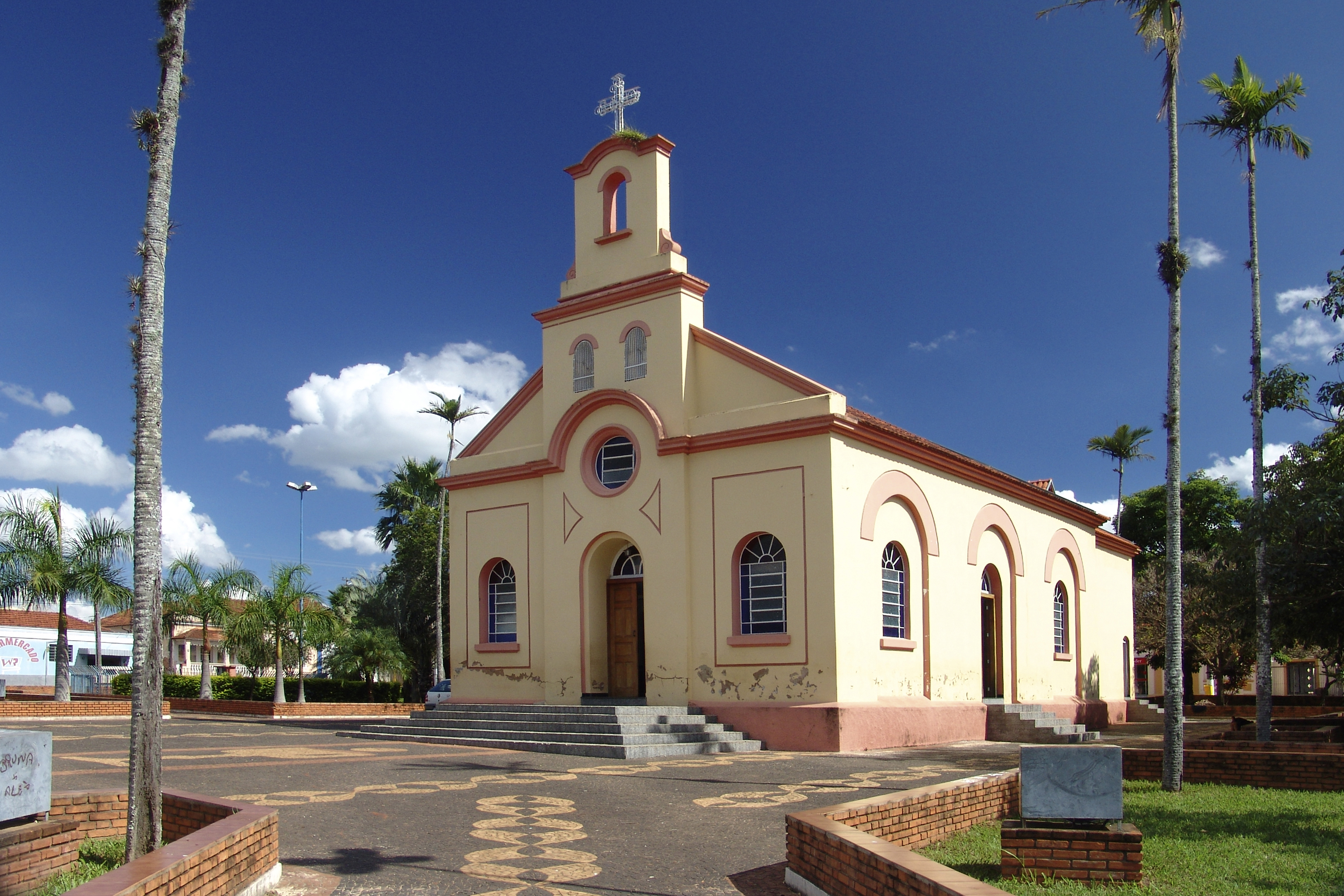
Igreja Matriz.

O Cristianismo se faz presente na cidade da seguinte forma:

### Igreja Católica
- A igreja faz parte da Arquidiocese de Botucatu.[15]

### Igrejas Evangélicas
Entre as igrejas protestantes históricas, pentecostais e neopentecostais, encontram-se na cidade:
- Assembleia de Deus Ministério do Belém.[18][19]
- Congregação Cristã no Brasil.[20]